# Блекфут (Айдахо)
Блекфут (англ. Blackfoot) — місто в окрузі Бінґгем, штат Айдахо, США. Згідно з переписом 2010 року населення становило 11 899 осіб, що на 1480 осіб більше, ніж 2000 року .

## Історія

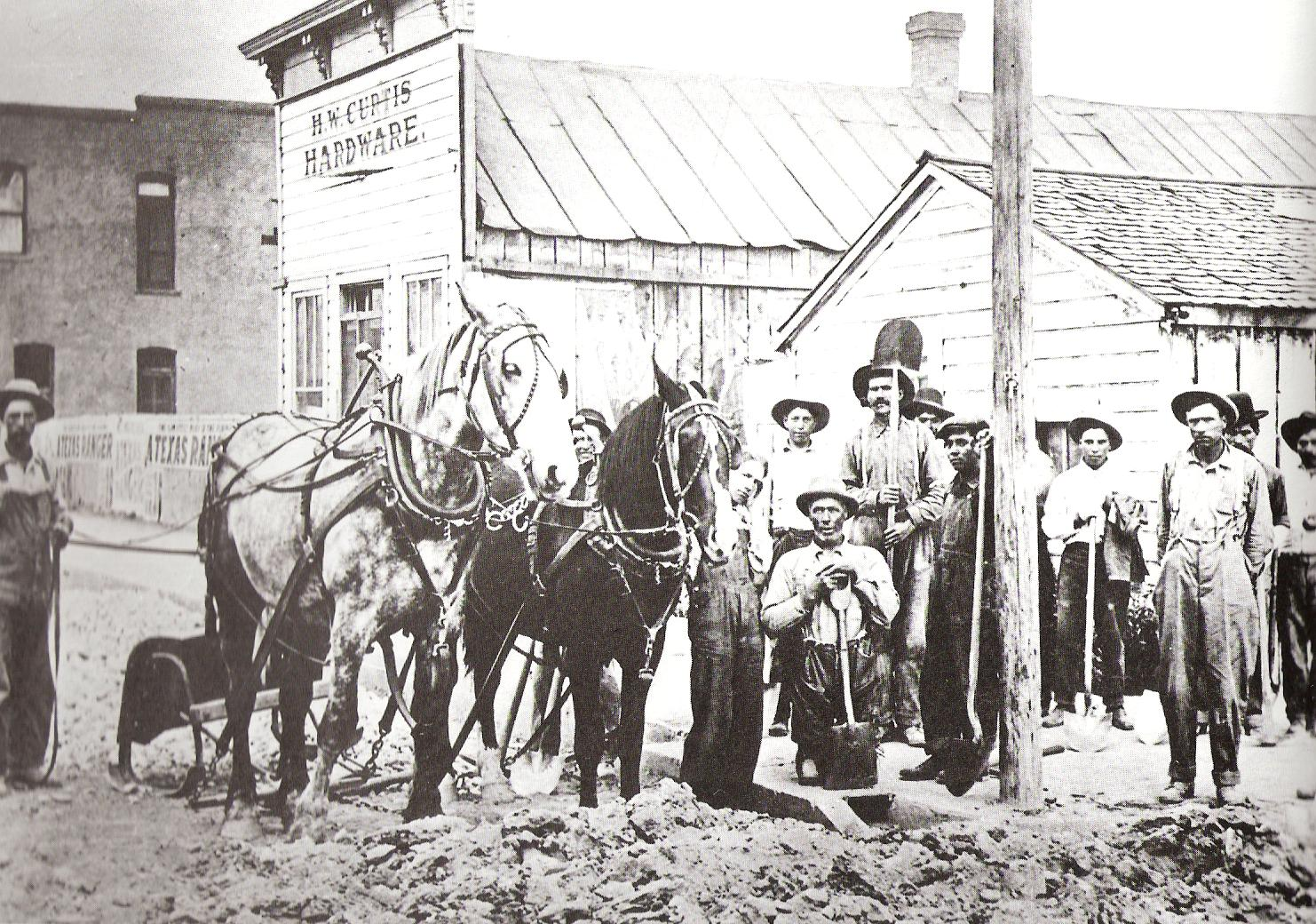
Жителі міста проорюють головну вулицю, 1907 рік

1818 року група траперів компанії Гудзонової затоки виявила місцевих жителів, які йшли по випалених у 1800-х роках землях, тому підошви їх взуття були чорного кольору («блек фут», англ. black foot — «чорна ступня»). За ними трапери дали назву місцевим жителям, а також прилеглому гірському масиву й річці. У 1874 році побудували перший магазин. 10 жовтня 1878 року відкрили поштове відділення, до 10 серпня того ж року проклали залізничну гілку. 20 березня 1879 року поселення офіційно дістало назву «Блекфут». З утворенням округу Бінґем 13 січня 1885 року Блекфут набув статусу окружного центру, причому вельми курйозним чином: спочатку окружним центром мав стати Ігл-Рок (нині Айдаго-Фоллс), проте за день до набрання постановою чинності жителі блекфут підкупили відповідального чиновника, щоб він змінив «Ігл-Рок» на «Блекфут». 1907 року поселення набуло статусу міста .

## Географія
Блекфут лежить у центральній частині округу Бінґем. Висота центральної частини міста становить 1 372 м. Площа міста становить 15,7 км² , із яких на водну поверхню припадає 0,7 км² . Через місто пролягають автомагістралі US-91 та I-15 . Біля міста є аеропорт, що має назву Мак-Карлі-Філд .
Блекфут розташований за координатами 43°11′44″ пн. ш. 112°20′27″ зх. д. / 43.19556° пн. ш. 112.34083° зх. д. (43.195457, -112.340834).  За даними Бюро перепису населення США в 2010 році місто мало площу 15,71 км², з яких 15,09 км² — суходіл та 0,62 км² — водойми.

### Клімат
| Клімат : Блекфут                                            | Клімат : Блекфут | Клімат : Блекфут | Клімат : Блекфут | Клімат : Блекфут | Клімат : Блекфут | Клімат : Блекфут | Клімат : Блекфут | Клімат : Блекфут | Клімат : Блекфут | Клімат : Блекфут | Клімат : Блекфут | Клімат : Блекфут | Клімат : Блекфут |
| Показник                                                    | Січ.             | Лют.             | Бер.             | Квіт.            | Трав.            | Черв.            | Лип.             | Серп.            | Вер.             | Жовт.            | Лист.            | Груд.            | Рік              |
| Абсолютний максимум, °C                                     | 15,6             | 27,2             | 26,1             | 31,1             | 35,6             | 42,2             | 39,4             | 40,0             | 36,7             | 31,1             | 23,3             | 16,1             | 42,2             |
| Середній максимум, °C                                       | −1,4             | 2,2              | 9,0              | 14,1             | 19,6             | 24,6             | 29,7             | 29,3             | 23,4             | 15,7             | 6,6              | −0,5             | 14,4             |
| Середня температура, °C                                     | −5,2             | −2,4             | 3,5              | 7,8              | 12,8             | 17,2             | 21,4             | 20,7             | 15,4             | 8,6              | 1,6              | −4,5             | 8,1              |
| Середній мінімум, °C                                        | −8,9             | −6,9             | −1,9             | 1,6              | 6,1              | 9,8              | 13,1             | 12,0             | 7,3              | 1,4              | −3,5             | −8,5             | 1,8              |
| Абсолютний мінімум, °C                                      | −40              | −39,4            | −28,3            | −14,4            | −8,3             | −4,4             | −1,1             | −5               | −11,1            | −15              | −31,1            | −34,4            | −40              |
| Норма опадів, мм                                            | 18               | 18               | 26               | 31               | 39               | 31               | 15               | 15               | 20               | 24               | 22               | 29               | 288              |
| ----------------------------------------------------------- | ---------------- | ---------------- | ---------------- | ---------------- | ---------------- | ---------------- | ---------------- | ---------------- | ---------------- | ---------------- | ---------------- | ---------------- | ---------------- |
| Джерело: NOAA (normals — 1981–2010, records — 1895–present) |                  |                  |                  |                  |                  |                  |                  |                  |                  |                  |                  |                  |                  |

## Демографія
|  |

### Перепис 2010 року
Згідно з переписом 2010 року, у місті проживало 11 899 осіб у 4 229 домогосподарствах у складі 2 958 родин. Густота населення становила 788,0 особи/км². Було 4 547 помешкання, середня густота яких становила 301,1/км². Расовий склад міста: 83,1% білих, 0,3% афроамериканців, 3,5% індіанців, 1,1% азіатів, 0,2% тихоокеанських остров'ян, 9,1% інших рас, а також 2,8% людей, які зараховують себе до двох або більше рас. Іспанці та латиноамериканці незалежно від раси становили 18,4% населення.
Із 4 229 домогосподарств 39,3% мали дітей віком до 18 років, які жили з батьками; 51,4% були подружжями, які жили разом; 13,0% мали господиню без чоловіка; 5,6% мали господаря без дружини і 30,1% не були родинами. 25,6% домогосподарств складалися з однієї особи, у тому числі 11,2% віком 65 і більше років. У середньому на домогосподарство припадало 2,74 мешканця, а середній розмір родини становив 3,31 особи.
Середній вік жителів міста становив 30,8 року. Із них 31,3% були віком до 18 років; 9,6% — від 18 до 24; 25,5% від 25 до 44; 20,8% від 45 до 64 і 12,8% — 65 років або старші. Статевий склад населення: 49,6% — чоловіки і 50,4% — жінки.
Середній дохід на одне домашнє господарство  становив 50 332 долари США (медіана — 38 406), а середній дохід на одну сім'ю — 62 328 доларів (медіана — 52 455). Медіана доходів становила 41 648 доларів для чоловіків та 25 910 доларів для жінок. За межею бідності перебувало 16,9 % осіб, у тому числі 18,2 % дітей у віці до 18 років та 12,3 % осіб у віці 65 років та старших.
Цивільне працевлаштоване населення становило 4683 особи. Основні галузі зайнятості: освіта, охорона здоров'я та соціальна допомога — 24,6 %, роздрібна торгівля — 13,1 %, виробництво — 9,8 %, будівництво — 9,2 %.

### Перепис 2000 року
Згідно з переписом 2000 року, у місті проживало 10 419 осіб у 3 685 домогосподарствах у складі 2 682 родин. Густота населення становила 743,6 особи/км². Було 3 929 помешкань, середня густота яких становила 280,4/км². Расовий склад міста: 86,76% білих, 0,21% афроамериканців, 2,51% індіанців, 1,09% азіатів, 0,03% тихоокеанських остров'ян, 6,33% інших рас і 3,06% людей, які зараховують себе до двох або більше рас. Іспанці та латиноамериканці незалежно від раси становили 13,17% населення.
Із 3 685 домогосподарств 38,8% мали дітей віком до 18 років, які жили з батьками; 56,9% були подружжями, які жили разом; 11,8% мали господиню без чоловіка, і 27,2% не були родинами. 23,7% домогосподарств складалися з однієї особи, у тому числі 10,7% віком 65 і більше років. У середньому на домогосподарство припадало 2,75 мешканця, а середній розмір родини становив 3,27 особи.
31,2% населення були віком до 18 років, 10,9% від 18 до 24, 25,5% від 25 до 44, 18,9% від 45 до 64 і 13,4% років і старші. Середній вік жителів — 31 рік. Статевий склад населення: 49,1 % — чоловіки і 50,9 % — жінки.
Середній дохід домогосподарств у місті становив US$33 004 , родин — $36 553. Середній дохід чоловіків становив $31 489 проти $20 625 у жінок. Дохід на душу населення в місті був $15 529 Приблизно 11,5% родин і 14,6% населення перебували за межею бідності, включаючи 22,4% віком до 18 років і 5,7% від 65 і старших.

## Пам'ятки
У Блекфуті є музей картоплі . Місто неофіційно проголошує себе «картопляною столицею світу» .